# Tatlatunne
Tatlatunne, nekadašnje selo Tolowa Indijanaca koje nalazilo se na sjevernoj obali Kalifornije na mjestu gdje danas stoji grad Crescent City, okrug Del Norte. Koordinate su mu 41° 45' 25" N., 124° 13' 38" W.
Za selo postoji više naziva kod raznih autora i susjednih plemena. Naltunnetunne su ga zvali Ta−t’qlaʹ−tûn i Ta−t’çaʹ−tûn; Ta−tlaʹ−ʇûn−nĕ (Tututni), Ta−ah−tèns (Powers), ta−tqlaqʹ−tûn−tûn−nĕ (Chetco), Tahahteens (Gatschet).